# Bithibaarány
A digitális átviteltechnikában a bithibaarány (BER: bit error rate) egy vizsgált időközben a hibás bitek száma osztva a teljes átvivendő bitek számával. A BER dimenzió nélküli szám, százalékban fejezik ki.
A digitális kommunikációban a bithibák vagy hibás bitek azok a bitek, melyek megváltoztak az eredeti állapotukhoz képest az átviteli csatornán előforduló zaj, interferencia, szinkronizációs zavar vagy torzítás miatt.
A bithiba valószínűség, pe, a BER várható értéke. A BER a bithiba valószínűségének közelítő becslése. A becslés hosszabb időtartamok és nagy számú bithiba esetén pontos.

## Példa
Tekintsük a következő elküldött bit sorozatot:
0 1 1 0 0 0 1 0 1 1
és a beérkező bit sorozatot:
0 0 1 0 1 0 1 0 0 1
A bithibák száma 3 (az aláhúzott bitek). Ebben az esetben a BER 0,3 vagy 30%.

## Csomag hibaarány
A csomag hibaarány (PER: packet error rate) a hibásan átvitt csomagok száma osztva a teljes átviendő csomagok számával.
Egy csomag akkor tekinthető hibásnak, ha legalább egy bit hibás benne.
A PER várható értéke a csomag hiba valószínűség, pp, mely az N bites csomag hosszra:
{\displaystyle p_{p}=1-(1-p_{e})^{N}},
feltételezve, hogy az egyes bit hibák függetlenek egymástól. Kis bit hiba valószínűségeknél ez közelítőleg:
{\displaystyle p_{p}\approx p_{e}N.}
hasonló számítás végezhető el keretek, blokkok és szimbólumok esetén is.

## A BER értékét befolyásoló tényezők
A kommunikációs rendszereknél a vevő oldali BER értékét a következő tényezők befolyásolhatják: zaj, interferencia, torzítás, bit szinkronizációs problémák, jelgyengülés, vezeték nélküli többcsatornás fading stb.
A BER javítható a jel erősítésével (hacsak az nem okoz áthallást és még több bithibát), vagy ha lassabb és robusztusabb modulációs módszert alkalmazunk, és ha speciális csatorna kódolást használunk, mint például a redundáns, előremutató hibajavítás kódolás (Forward Error Correction (FEC)).
Az átviteli BER a hibás bitek száma – hibajavítás előtt – osztva a teljes átviendő bitek számával (beleértve a redundáns hibakódokat is).
Az információs BER, mely közelítőleg egyenlő a dekódolás hiba valószínűségével, a hibajavítás után is hibásan maradt bitek száma osztva a teljes bit számmal (azaz a hasznos információval).
Normál esetben az átviteli BER nagyobb, mint az információs BER.
Az információs BER értékét az előremutató hibajavítás erősen befolyásolja.

## BER analízis
A BER analízise elvégezhető sztochasztikus számítógépes szimulációval.
Ha feltételezünk egy egyszerű átviteli csatorna modellt és adat forrást, akkor a BER számítható analitikusan.
Egy példa az ilyen típusú adat forrásra a Bernoulli forrás.
Példák az ilyen egyszerű csatorna modellekre:
- Bináris szimmetrikus csatorna
- Additív fehér Gauss-féle zaj (Additive white gaussian noise (AWGN)) fading nélkül.

A legrosszabb forgatókönyv a teljesen véletlenszerű (random) csatorna esete, ahol a zaj teljesen dominál a hasznos jelhez képest. Ez egy 50%-os BER értéket produkál (Bernoulli bináris adatforrást és bináris szimmetrikus csatornát feltételezve).
Az első ábrán BER görbék láthatók BPSK, QPSK, 8-PSK és 16-PSK, AWGN csatornák esetén.

BER görbék I.

A második ábrán összehasonlítás látható a BPSK és a differenciálisan kódolt BPSK (fehér zaj mellett) között.

BER görbék II.

Egy zajos csatornában a BER-t gyakran a normalizált hordozó-zaj viszony függvényeként fejezik ki: Eb/N0 vagy Es/N0.
Például a QPSK moduláció és AWGN csatorna esetén a BER az Eb/N0 függvénye:
{\displaystyle BER={\frac {1}{2}}erfc({\sqrt {2Eb/N0}})}.
Optikai rendszereknél a BER (dB) / vett teljesítmény (dBm) arányt használják; vezeték nélküli kommunikációban a BER(dB)/SNR(dB) arány használatos (SNR=Signal-to-Noise, azaz jel-zaj viszony).
A BER mérése ahhoz segít, hogy ki lehessen választani a megfelelő előremutató hibajavító kódot.
A bithibák mérésének megfelelő módja a Hamming-távolság mérése. A FEC kódolók folyamatosan mérik az aktuális BER-t.
A bit hibák mérésének általánosabb módja a Levenshtein-távolság.
A Levenshtein-távolság mérése jobb módszer a nyers csatorna teljesítmény mérésére a keret szinkronizáció előtt, és ha használjuk a hiba javító kódokat, melyek bit behelyettesítéssel és bit törléssel javítanak, mint a Marker kódok és a Watermark kódok.

## Matematikai megfogalmazás
A BER az elektromos zaj {\displaystyle w(t)} miatt előforduló bit tévesztések valószínűsége.
Tekintsünk egy bipoláris NRZ kódolású átvitelt, akkor
{\displaystyle x_{1}(t)=A+w(t)} „1” esetén, és {\displaystyle x_{0}(t)=-A+w(t)} „0” esetén.
{\displaystyle x_{1}(t)} , és {\displaystyle x_{0}(t)} periódusa {\displaystyle T}.
Ismerve a zaj kétoldali spektrális sűrűségét {\displaystyle {\frac {N_{0}}{2}}},
{\displaystyle x_{1}(t)={\mathcal {N}}\left(A,{\frac {N_{0}}{2T}}\right)}
és {\displaystyle x_{0}(t)={\mathcal {N}}\left(-A,{\frac {N_{0}}{2T}}\right)}.
A bit tévesztés valószínűsége {\displaystyle p_{e}=p(0|1)p_{1}+p(1|0)p_{0}}.
{\displaystyle p(1|0)=0.5\,\operatorname {erfc} \left({\frac {A+\lambda }{\sqrt {N_{o}/T}}}\right)} és {\displaystyle p(0|1)=0.5\,\operatorname {erfc} \left({\frac {A-\lambda }{\sqrt {N_{o}/T}}}\right)}
ahol {\displaystyle \lambda } a határérték, és 0 ha {\displaystyle p_{1}=p_{0}=0.5}.
Használhatjuk a jel átlagos energiáját {\displaystyle E=A^{2}T} a végső kifejezéshez:
{\displaystyle p_{e}=0.5\,\operatorname {erfc} \left({\sqrt {\frac {E}{N_{o}}}}\right).}

## Bit hibaarány teszt
A BERT (Bit Error Rate Test= bit hibaarány teszt) a digitális kommunikációs áramkörök egy tesztelési módszere, ahol egy pszeudovéletlen bináris jelgenerátor egy előre meghatározott mintát – logikai 0-k és 1-ek sorozatát – generál.
A BERT-nél van egy jeladó, mely a mintát generálja, és van egy vevő, mely „ismeri” a jeladó mintáját.
A BERT lehet egy önálló berendezés, de PC alapú is lehet. A berendezés kimutatja, hogy n darab bitből mennyi hibás bit került átvitelre.
Számos forgalomban lévő BERT minta létezik.
Ilyenek a PRBS (Pseudo Random binary sequence), QRSS (Quasi Random Signal Source), 3 in 24, 1:7, Min/Max, All Ones, 2 in 8, Bridgetap, Multipat stb.

## Bit hibaarány teszterek
A bit hibaarány teszterek elektronikus készülékek, melyekkel vizsgálni lehet egy digitális átvitel minőségét.
Egy bit hibaarány teszter főbb részei:
- Mintagenerátor, mely előállítja és továbbítja az előre meghatározott bit mintát a vizsgálandó eszköz vagy rendszer felé,
- Hiba detektor, mely számolja a vevő oldalon a hibás biteket
- Órajel-generátor, mely szinkronizálja a jelgenerátort és a hibadetektort.
- Digitális kommunikációs analizátor, melynek monitorán a jel formája is vizsgálható
- Elektromos-optikai (és optikai-elektromos-) átalakító, melynek alkalmazásával optikai kommunikációs rendszerek is vizsgálhatók.